# Deiva Marina
Deiva Marina är en ort och kommun i provinsen La Spezia i regionen Ligurien i Italien. Kommunen hade 1 346 invånare (2018).